# Army of Georgia
De Army of Georgia was een leger van de Noordelijke Staten tijdens de Amerikaanse Burgeroorlog. Het leger vormde de Linkervleugel van generaal-majoor William T. Shermans legergroep tijdens de mars naar de zee en de Carolina's-veldtocht. Hoewel dit leger al snel het Army of Georgia werd genoemd, kreeg het pas deze officiële benaming op 28 maart 1865.

## Geschiedenis
Tijdens de Atlantaveldtocht bestond Shermans legergroep uit het Army of the Tennessee, het Army of the Cumberland en de Army of the Ohio.  Na de val van Atlanta stuurde Sherman het Army of the Ohio en het  IV Corps van het  Army of the Cumberland in noordelijke richting om de restanten van het Army of Tennessee, onder leiding van luitenant-generaal John Bell Hood, aan te vallen. Op 7 november 1864 stelde Sherman het zogenaamde Army of Georgia samen uit de restanten van het  XIV Corps en het  XX Corps van het  Army of the Cumberland. Dit nieuw leger werd aangevoerd door generaal-majoor Henry Warner Slocum van het XX Corps. Het vormde de linkervleugel in de mars naar de zee. Het Army of the Tennessee, die uit het  XV en  XVII Corps bestond en aangevoerd werd door Oliver O. Howard, vormde de  rechtervleugel. Het Army of Georgia zag weinig actie tijdens de mars naar de zee. Het kwam in in actie tijdens de Slag bij Averasborough en kreeg het zwaar te verduren tijdens de Slag bij Bentonville.
Na de Noordelijke eindoverwinning werd het Army of Georgia officieel opgegeven op 17 juni 1865. 